# Nádasdy János (festő, 1907–1989)
Id. Nádasdy János (Szigetszentmiklós, 1907. március 6. – Szigetszentmiklós, 1989. április 10.) magyar festőművész.

## Életrajza
Edvi Illés Aladár és Pámer Imre ajánlásával kezdte meg tanulmányait 1927-ben Budapesten az Iparművészeti Iskolában, ahol Kajdi Béla és Dudosits Jenő tanították. 1929-ben került a Kecskeméti Művésztelepre, itt Révész Imre volt a mestere. 1929–től 1935-ig a Képzőművészeti Főiskolán Rudnay Gyula, Vaszary János, Lyka Károly és Réti István voltak a tanárai. Elnyerte a Nemes Marcell-díjat. Barátságban állt egykori évfolyamtársaival: Szabó Vladimirral, Tóth Menyhérttel és Konecsni Györggyel. 1939-ben Szigetszentmiklóson mozgóképszínházat épített, ezt 1947-ben államosították, ekkor egy ideig szünetelt művészi pályafutása. 1948 és 1956 között hegesztőként dolgozott különféle gyárakban, egyidejűleg festményeket és nagyméretű szénrajzokat is készített. Rehabilitálására 1957-ben került sor, államvizsgáját a Képzőművészeti Főiskolán tette le, felfogadták rajztanárnak. Meghívást kapott több művésztelepre is, belépett a Nagy István Képzőművészeti Csoportba. Számos díjat is elnyert, szülővárosa díszpolgárrá avatta. Rendszeresen szerepelt külföldi kiállításokon Németországban és a Szovjetunióban. Újjászervezte a szigetszentmiklósi képzőművészeti életet, támogatta a helybéli fiatal művészgárdát. Tanítványai voltak Somogyi György és Puha Ferenc festőművészek. 1989-ben hunyt el szülővárosában.
Gyermeke ifj. Nádasdy János szintén festő lett.